# Мекзин, Линда
Линда Мекзин (араб. ليندا مكزين‎; род. 8 октября 1975) — алжирская дзюдоистка, представительница лёгкой и полулёгкой весовых категорий. Выступала за национальную сборную Алжира по дзюдо в период 1995—2006 годов, двукратная чемпионка Африки, серебряная призёрка Всеафриканских игр, обладательница трёх бронзовых медалей Средиземноморских игр, победительница и призёрка многих турниров международного значения, участница летних Олимпийских игр в Атланте.

## Биография
Линда Мекзин родилась 8 октября 1975 года.
Дебютировала в дзюдо на взрослом международном уровне в сезоне 1995 года, когда вошла в основной состав алжирской национальной сборной и в полулёгком весе выступила на этапе Кубка мира в Праге. Также в этом сезоне приняла участие в чемпионате мира в Тибе.
В 1996 году одержала победу на чемпионате Африки в ЮАР и благодаря череде удачных выступлений удостоилась права защищать честь страны на летних Олимпийских играх в Атланте. Выступая в категории до 52 кг, благополучно прошла свою первую соперницу по турнирной сетке британку Шэрон Рендл, однако во втором поединке в 1/8 финала была остановлена польской спортсменкой Эвой-Ларисой Краузе. В утешительных встречах за третье место потерпела поражение от предыдущей олимпийской чемпионки Альмудены Муньос из Испании.
После атлантской Олимпиады Мекзин осталась в составе дзюдоистской команды Алжира и продолжила принимать участие в крупнейших международных турнирах. Так, в 1997 году в лёгком весе она победила на африканском первенстве в Касабланке и стала бронзовой призёркой на Средиземноморских играх в Бари, тогда как на мировом первенстве в Париже попасть в число призёров не смогла.
На чемпионате Африки 1998 года в Дакаре дошла до финала и получила серебряную награду.
В 1999 году завоевала серебряную медаль на Всеафриканских играх в Йоханнесбурге, взяла золото и бронзу на международных турнирах в Коимбре и Тунисе соответственно, выступила на чемпионате мира в Бирмингеме.
На домашнем африканском первенстве 2000 года в Алжире была третьей.
В 2001 году добавила в послужной список серебряную медаль, полученную на чемпионате Африки в Триполи, и бронзовую медаль, завоёванную на Средиземноморских играх в Тунисе. Отметилась выступлением на мировом первенстве в Мюнхене.
В 2002 году участвовала в Суперкубке мира в Париже.
Вернувшись в полулёгкий вес, в 2005 году стала серебряной призёркой на чемпионате Африки в Порт-Элизабете и бронзовой призёркой на Средиземноморских играх в Альмерии.
Последний раз показывала сколько-нибудь значимые результаты на международной арене в сезоне 2006 года, когда выиграла серебряную медаль на международном турнире в Касабланке и побывала на Суперкубке мира в Париже. Вскоре по окончании этих соревнований приняла решение завершить спортивную карьеру. Стала тренером, работала в Катаре и Квебеке.